# Сузана Йохана фон Йотинген
Сузана Йохана фон Йотинген-Йотинген (на немски: Susanna Johanna von Oettingen-Oettingen; * 16 септември 1643; † 28 ноември 1713 в Ремлинген) е графиня от Йотинген-Йотинген в Бавария и чрез женитба графиня на графство Кастел и Ремлинген.

## Произход
Тя е дъщеря на граф Йоахим Ернст фон Йотинген-Йотинген (1612 – 1659) и втората му съпруга графиня Анна Доротея фон Хоенлое-Нойенщайн-Глайхен (1621 – 1643), дъщеря на граф Крафт VII фон Хоенлое-Нойенщайн-Вайкерсхайм-Глайхен (1582 – 1641) и пфалцграфиня София фон Цвайбрюкен-Биркенфелд (1593 – 1676).

## Фамилия
Сузана Йохана фон Йотинген се омъжва на 17 ноември 1678 г. в Йотинген за генерал-фелдмаршал граф Фридрих Магнус фон Кастел-Ремлинген (1646 – 1717), син, седмо дете, на граф Волфганг Георг фон Кастел-Ремлинген (1610 – 1668) и графиня София Юлиана фон Хоенлое-Валденбург-Пфеделбах (1620 – 1682). Тя е първата му съпруга. Те имат един син:
- Леополд Фридрих Ернст (* 27 юли 1679 в Кирххайм унтер Тек; † 21 август 1702 в Ландау, Пфалц)